# Andonectes
Andonectes is een geslacht van kevers uit de familie  waterroofkevers (Dytiscidae).
Het geslacht is voor het eerst wetenschappelijk beschreven in 1971 door Guéorguiev.

## Soorten
Het geslacht omvat de volgende soorten:
- Andonectes aequatorius (Régimbart, 1899)
- Andonectes apure García, 2002
- Andonectes bordoni García, 2002
- Andonectes gregarius García, 2002
- Andonectes intermedius García, 2002
- Andonectes maximus Trémouilles, 2001
- Andonectes meridensis García, 2002
- Andonectes mildredae García, 2002
- Andonectes milla García, 2002
- Andonectes pineiroi García, 2002
- Andonectes septentrionalis García, 2002
- Andonectes similaris García, 2002
- Andonectes trujillo García, 2002
- Andonectes venezuelanus García, 2002